# Thương hàn
Thương hàn hay sốt thương hàn (Tiếng Anh: typhoid, typhoid fever) là chứng bệnh đường tiêu hóa do nhiễm vi trùng Salmonella enterica serovar Typhi. Bệnh hiểm nghèo này dễ lan khi vi trùng trong phân người bị bệnh nhiễm vào thức ăn hay thức uống và truyền sang người khác. Khi theo thức ăn vào ruột, vi trùng này châm xuyên vào thành ruột và bị gộp bởi đại thực bào. Salmonella typhi lúc đó thay đổi cấu trúc để vô hiệu hóa tác động của đại thực bào nên không bị hủy diệt. Với cấu trúc mới S. typhi cũng không bị bạch cầu hạt gây hại, bổ thể và đáp ứng miễn dịch. Vi trùng sau đó theo lan tỏa theo hệ thống bạch huyết trong khi vẫn nằm gom trong đại thực bào. Từ đó chúng xâm nhập hệ thống lưới nội mô và sau đó là hầu khắp các cơ quan trong cơ thể. Salmonella enterica là vi trùng trực khuẩn Gram âm, di chuyển nhờ tiêm mao, tăng trưởng nhanh nhất ở nhiệt độ 37 °C, nhiệt độ cơ thể.
Hàng năm khoảng 16-33 triệu người mắc bệnh thương hàn, 5-600.000 người chết. Tổ chức Y tế Thế giới đặt thương hàn vào loại bệnh truyền nhiễm công cộng quan trọng. Bệnh lây lan nhiều nhất ở lớp trẻ em 5 - 19 tuổi.

## Triệu chứng

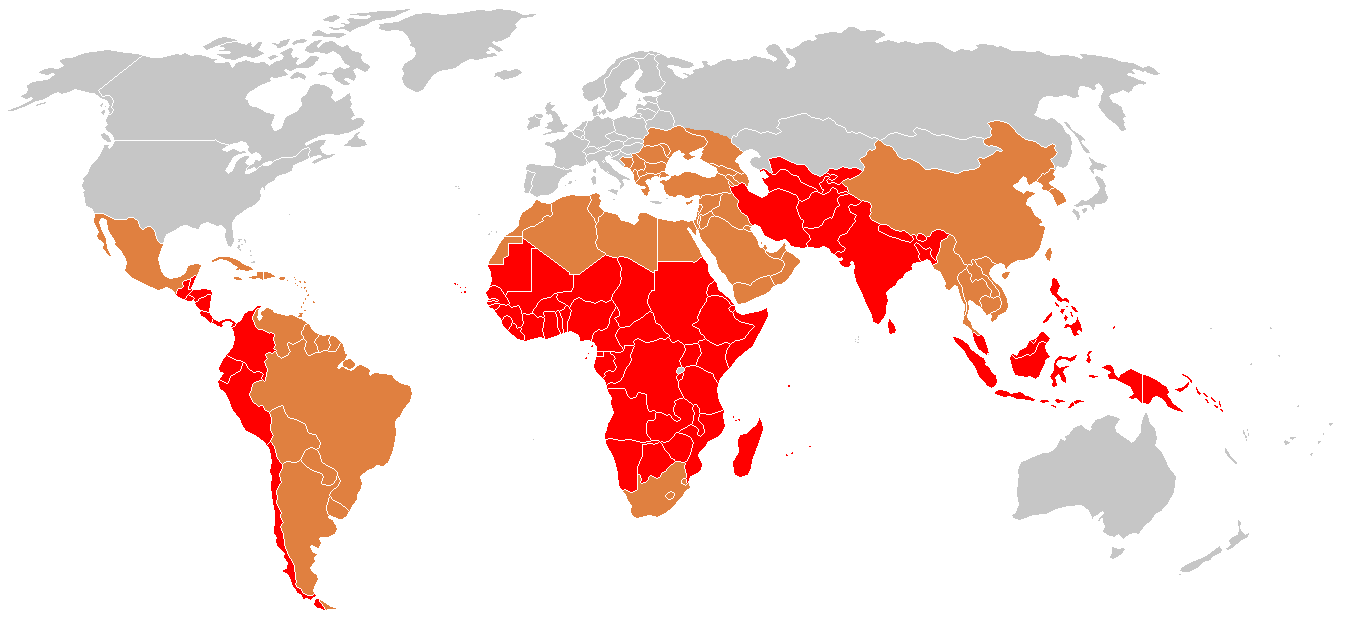
Bản đồ thế giới với mật độ bệnh thương hàn
- Phổ thông
* Hiện diện
- Hiếm có

Bệnh thương hàn đặc trưng bởi sốt liên tục, sốt cao lên đến 40 °C (104 °F), vã nhiều mồ hôi, viêm dạ dày ruột và tiêu chảy không có màu. Ít gặp hơn là bang dát, chấm màu hoa hồng có thể xuất hiện
Một cách điển hình, diễn tiến của bệnh thương hàn không được điều trị được chia làm bốn giai đoạn riêng rẽ, mỗi giai đoạn kéo dài khoảng một tuần.
Trong tuần đầu tiên, có một sự gia tăng nhiệt độ từ từ tương ứng với chậm nhịp tim, khó chịu, nhức đầu và ho. Chảy máu mũi (chảy máu cam) gặp ở một phần tư các trường hợp và đau bụng cũng có thể có. Giảm bạch cầu, giảm số lượng bạch cầu trong tuần hoàn, giảm bạch cầu ưa axit tương quan với tăng bạch cầu lympho, phản ứng diazo và nuôi cấy máu dương tính với Salmonella Typhi hay Paratyphi. Test Widal kinh điển âm tính trong tuần đầu tiên.
Vào tuần thứ hai của bệnh, bệnh nhân nằm liệt giường với sốt cao dạng cao nguyên quanh 40 °C (104 °F) và nhịp tim chậm (phân ly mạch nhiệt), điển hình là với mạch dội đôi. Luôn có mê sảng, li bì nhưng thỉnh thoảng bị kích thích. Sự mê sảng làm cho bệnh thường hàn có biệt danh là "sốt thần kinh" (nguyên gốc là: nervous fever). Chấm hoa hồng xuất hiện ở phần thấp của ngực và bụng ở khoảng 1/3 bệnh nhân. Có ran ngáy ở đáy phổi. Bụng chướng căng và đau ở một phần tư dưới phải nơi có thể nghe được sôi bụng. Tiêu chảy có thể xảy ra trong giai đoạn này, đi cầu sau đến tám lần trên ngày, phân màu xanh lục mùi đặc trưng, có thể so sánh với mùi súp đậu. Tuy nhiên táo bón cũng thường hay gặp. Gan và lách lớn, mềm và transaminases tăng. Phản ứng Widal dương tính rõ với kháng thể kháng O và kháng H. Nuôi cấy máu thỉnh thoảng vẫn dương tính trong giai đoạn này.
Trong tuần thứ ba của thương hàn, một số biến chứng có thể xảy ra:
- Xuất huyết tiêu hóa, do chảy máu từ mảng Peyer xung huyết; có thể rất trầm trọng những thường không gây tử vong
- Thủng ruột non ở đoạn xa hồi tràng; đây là biến chứng cực kỳ trầm trọng và thường xuyên gây tử vong. Nó có thể xảy ra mà không có triệu chứng cảnh báo cho đến khi nhiễm trùng huyết và viêm phúc mạc lan tỏa bắt đầu.
- Viêm não
- Gây mủ ở cơ quan khác, viêm túi mật, viêm nội tâm mạc tim, viêm xương.

Nhiệt độ tiếp tục tăng và rất ít dao động suốt hơn 24 giờ. Mất nước xảy ra sau đó và bệnh nhân mê sảng (trạng thái thương hàn). Đến cuối tuần thứ ba, sốt bắt đầu giảm (hạ sốt).Nó tiếp tục đến tuần thứ 4 và tuần cuối cùng

## Chẩn đoán
Chẩn đoán được thiết lập bằng nuôi cấy máu, tủy xương, hay phân và Test Widal dương tính (chứng minh có kháng thể chống lại kháng nguyên thân O và kháng nguyên đuôi H). Yếu tố dịch tễ, và sau khi loại trừ sốt rét, lỵ hay viêm phổi. Điều trị thử với chloramphenicol nhìn chung đã được bảo đảm trong khi chờ kết quả test Widal và nuôi cấy máu.

## Điều trị
Thương hàn không gây tử vong trong hầu hết các ca bệnh. Kháng sinh, như ampicillin, chloramphenicol, trimethoprim-sulfamethoxazole, Amoxicillin và ciprofloxacin, được sử dụng phổ biến để điều trị bệnh thương hàn ở các nước phát triển. Điều trị kịp thời với kháng sinh giảm tỷ lệ tử vong xuống xấp xỉ 1%. 
Nếu không được điều trị, thương hàn tồn tại trong ba tuần đến một tháng. Tử vong xảy ra ở 20% đến 30% những trường hợp không được điều trị.